# Zestawy startowe (euro)

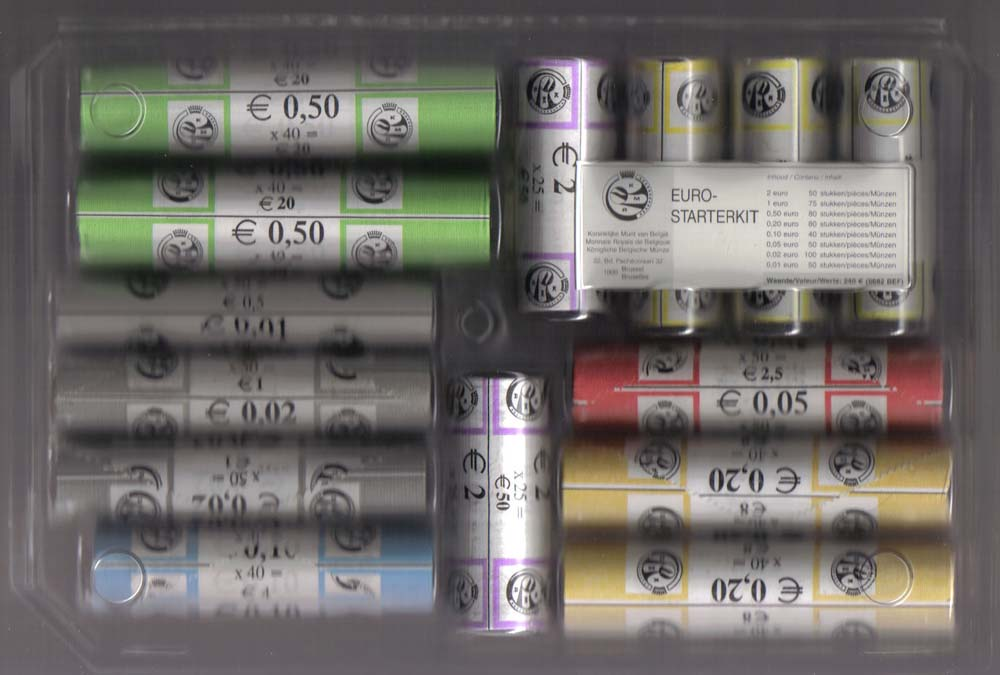
Belgijski biznesowy zestaw startowy

Zestawy startowe (ang. Starter kits) – zestawy monet obiegowych euro wprowadzane i rozprowadzane w krajach na kilka tygodni przed wstąpieniem do strefy euro. Mają na celu oswojenie się społeczeństwa z nową walutą oraz na minimalizację kłopotów z dostępnością nowej waluty. Zestawy startowe są zwykle dostępne w lokalnych bankach bądź oddziałach banku centralnego danego państwa.
Istnieją dwa rodzaje zestawów:
- zwykły – zawierający luźno zapakowane monety o łącznej wartości od kilku do kilkunastu euro
- biznesowy – zawierający monety w rolkach o łącznej wartości ponad 100 euro.